# Jidvei
Jidvei là một xã thuộc hạt Alba, România. Dân số thời điểm năm 2002 là 5267 người.